# O rena Jungfru

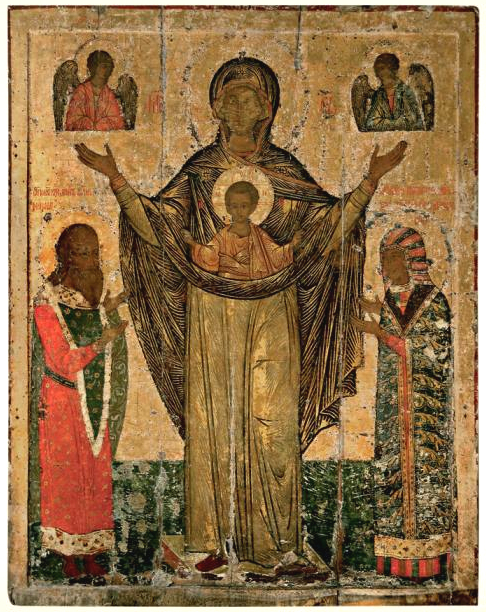
Ikon som föreställer Jungfru Maria (Guds Moder) och Jesusbarnet.

O rena Jungfru, också kallad Agni Parthene (från grekiskans Αγνή Παρθένε; kyrkslaviska bokstäver: Агни Парфене), är en östlig ortodox kristen hymn som är helgad åt Jungfru Maria (Guds Moder).
Denna hymn är en icke-liturgisk hymn, det vill säga att hymnen aldrig sjungs när gudstjänster och liturgier äger rum.

## Historik
O rena Jungfru komponerades under 1800-talet av den grekisk-ortodoxa biskopen Nektarios av Egina (1846-1920), som är helgonförklarad av de östortodoxa kyrkorna.

## Hymnen på olika språk[1]
Παρθὲνε μὴτηρ ἄνασσα, πανένδροσέ τε πόκε, Χαῖρε νύμφη ἀνύμφευτε!
Ὑψηλοτέρα οὐρανῶν ἀκτίνων λαμπροτέρα, Χαῖρε νύμφη ἀνύμφευτε!
Χαρὰ παρθενικῶν χορῶν ἀγγέλων ὑπερτέρα, Χαῖρε νύμφη ἀνύμφευτε!
Ἐκλαμπροτέρα οὐρανῶν, φωτὸς καθαρωτέρα, Χαῖρε νύμφη ἀνύμφευτε!
Τῶν οὐρανίων στρατιῶν, πασῶν ἁγιωτέρα, Χαῖρε νύμφη ἀνύμφευτε!
Μαρία ἀειπάρθενε κόσμου παντὸς Κυρία, Χαῖρε νύμφη ἀνύμφευτε!
Ἄχραντε νύμφη πάναγνε, Δέσποινα Παναγία, Χαῖρε νύμφη ἀνύμφευτε!
Μαρία νύμφη ἄνασσα, χαρᾶς ἡμῶν αἰτία, Κόρη σεμνή, Βασίλισσα, Μήτηρ ὑπεραγία, Χαῖρε νύμφη ἀνύμφευτε!
Τιμιωτέρα Χερουβίμ, ὑπερενδοξοτέρα, Χαῖρε νύμφη ἀνύμφευτε!
Τῶν ἀσωμάτων Σεραφίμ, τῶν θρόνων ὑπερτέρα, Χαῖρε νύμφη ἀνύμφευτε!
Χαῖρε τὸ ᾆσμα Χερουβίμ, χαῖρε ὕμνος ἀγγέλων, Χαῖρε νύμφη ἀνύμφευτε!
Χαῖρε ᾠδὴ τῶν Σεραφίμ, χαρὰ τῶν ἀρχαγγέλων, Χαῖρε νύμφη ἀνύμφευτε!
Χαῖρε εἰρήνη καὶ χαρά, λιμὴν τῆς σωτηρίας, Χαῖρε νύμφη ἀνύμφευτε!
Παστὰς τοῦ Λόγου ἱερά, ἄνθος τῆς ἀφθαρσίας, Χαῖρε νύμφη ἀνύμφευτε!
Χαῖρε παράδεισε τρυφῆς, ζωῆς τε αἰωνίας, Χαῖρε νύμφη ἀνύμφευτε!
Χαῖρε τὸ ξύλον τῆς ζωῆς, πηγὴ ἀθανασίας, Χαῖρε νύμφη ἀνύμφευτε!
Σὲ ἱκετεύω Δέσποινα, σὲ νῦν ἐπικαλοῦμαι, Χαῖρε νύμφη ἀνύμφευτε!
Σὲ δυσωπῶ Παντάνασσα, σὴν χάριν ἐξαιτοῦμαι, Χαῖρε νύμφη ἀνύμφευτε!
Κόρη σεμνὴ καὶ ἄσπιλε, Δέσποινα Παναγία, Χαῖρε νύμφη ἀνύμφευτε!
Θερμῶς ἐπικαλοῦμαί σε, ναὲ ἡγιασμένε, Χαῖρε νύμφη ἀνύμφευτε!
Ἀντιλαβοῦ μου, ρῦσαί με ἀπὸ τοῦ πολεμίου, Χαῖρε νύμφη ἀνύμφευτε!
Καὶ κληρονόμον δεῖξόν με ζωῆς τῆς αἰωνίου, Χαῖρε νύμφη ἀνύμφευτε!
Engelska: O Virgin pure, immaculate, O Lady Theotokos, Rejoice, O Bride Unwedded!
O Virgin Mother, Queen of all, and fleece which is all dewy,Rejoice, O Bride Unwedded!
More radiant than the rays of sun, and higher than the heavens, Rejoice, O Bride Unwedded!
Delight of virgin choruses, superior to Angels, Rejoice, O Bride Unwedded!
Much brighter than the firmament, and purer than the sun's light,Rejoice, O Bride Unwedded!
More holy than the multitude/ of all the heav'nly armies. Rejoice, O Bride Unwedded!
O Ever Virgin Mary, of all the world, the Lady, Rejoice, O Bride Unwedded!
O bride all pure, immaculate, O Lady Panagia, Rejoice, O Bride Unwedded!
O Mary bride and Queen of all, our cause of jubilation, Rejoice, O Bride Unwedded!
Majestic maiden, Queen of all, O our most holy Mother, Rejoice, O Bride Unwedded!
More hon'rable than Cherubim, beyond compare more glorious... Rejoice, O Bride Unwedded! ...than immaterial Seraphim, and greater than angelic thrones, Rejoice, O Bride Unwedded!
Rejoice, O song of Cherubim; Rejoice, O hymn of angels, Rejoice, O Bride Unwedded!
Rejoice, O ode of Seraphim, the joy of the archangels, Rejoice, O Bride Unwedded!
Rejoice, O peace and happiness, the harbor of salvation, Rejoice, O Bride Unwedded!
O sacred chamber of the Word, flow'r of incorruption, Rejoice, O Bride Unwedded!
Rejoice, delightful paradise, of blessed life eternal, Rejoice, O Bride Unwedded!
Rejoice, O wood and tree of life, the fount of immortality, Rejoice, O Bride Unwedded!
I supplicate you, Lady, now do I call upon you, Rejoice, O Bride Unwedded!
And I beseech you, Queen of all, I beg of you your favor, Rejoice, O Bride Unwedded!
Majestic maiden, spotless one, O Lady Panagia, Rejoice, O Bride Unwedded!
I call upon you fervently, O sacred, hallowed temple, Rejoice, O Bride Unwedded!
Assist me and deliver me, protect me from the enemy, Rejoice, O Bride Unwedded!